# Gabriele Minì
Gabriele Minì (Palermo, 20 maart 2005) is een Italiaans autocoureur. In 2020 won hij het Italiaans Formule 4-kampioenschap. Vanaf 2023 is hij onderdeel van de Alpine Academy, het opleidingsprogramma van het Formule 1-team van Alpine.

## Carrière

### Karting
Minì begon zijn autosportcarrière in het karting in 2012. In 2017 behaalde hij zijn eerste titel in de 60 Mini-klasse van het Italiaanse kampioenschap. In 2018 nam hij deel aan verschillende internationale kampioenschappen. Hij won de WSK Super Master Series en eindigde als tweede in zowel het wereld- als het Europees kampioenschap, achter respectievelijk Victor Bernier en Paul Aron. Vervolgens tekende hij een contract bij het managementbureau van Nicolas Todt, het All Road Management. In 2019 reed Minì zijn laatste jaar in de karts, waarin hij tweede werd in zowel de WSK Champions Cup als het Europese kartkampioenschap achter respectievelijk Taylor Barnard en Lorenzo Travisanutto.

### Formule 4
In 2020 stapte Minì over naar het formuleracing, waarin hij uitkwam in het Italiaans Formule 4-kampioenschap voor het Prema Powerteam. Hij behaalde in zijn eerste drie races op het Misano World Circuit Marco Simoncelli de pole position en won direct zijn eerste race in het formuleracing. In de rest van het seizoen voegde hij hier nog drie overwinningen op de Red Bull Ring, het Circuit Mugello en het Autodromo Internazionale Enzo e Dino Ferrari aan toe. Daarnaast stond hij in acht andere races op het podium. Met 284 punten werd hij gekroond tot kampioen in zijn klasse. Dat jaar nam hij ook deel aan twee raceweekenden van het ADAC Formule 4-kampioenschap bij Prema. Hij behaalde een overwinning op de Nürburgring en stond in drie andere races op het podium.

### Formula Regional
In 2021 kwam Minì uit in het Formula Regional European Championship bij het team ART Grand Prix. Hij behaalde vier podiumplaatsen: twee op het Circuit Zandvoort en een op zowel het Circuit de Barcelona-Catalunya en het Circuit Paul Ricard. Met 122 punten werd hij zevende in de eindstand. Tevens won hij zes races in het rookiekampioenschap, waarin hij achter Isack Hadjar tweede werd.
In 2022 begon Minì het seizoen in het Formula Regional Asian Championship, waarin hij uitkwam voor Hitech Grand Prix. Hij nam deel aan vier van de vijf raceweekenden en won hierin twee races op het Yas Marina Circuit. Met twee andere podiumplaatsen werd hij met 130 punten vierde achter Arthur Leclerc, Josep María Martí en Isack Hadjar. Vervolgens keerde hij terug naar het Formula Regional European Championship bij ART Grand Prix. Hij behaalde zijn eerste pole position en overwinning op Imola en voegde hier op Paul Ricard en Mugello nog twee zeges aan toe. Tevens stond hij in zes andere races op het podium. Met 242 punten werd hij achter Dino Beganovic tweede in het eindklassement.
In 2023 begon Minì opnieuw het seizoen in het Formula Regional Middle East Championship, de opvolger van het Aziatische kampioenschap, bij Hitech. Hij reed enkel in de eerste twee raceweekenden, waarin een vijfde plaats op het Dubai Autodrome zijn beste resultaat was.

### Formule 3
In 2023 debuteerde Minì in het FIA Formule 3-kampioenschap, waarin hij uitkwam voor Hitech Grand Prix. Ook werd hij opgenomen in de Alpine Academy, het opleidingsprogramma van het Formule 1-team van Alpine. Hij won twee races op het Circuit de Monaco en de Hungaroring en eindigde ook op het Albert Park Street Circuit en de Red Bull Ring op het podium. Met 92 punten werd hij zevende in het kampioenschap.
In 2024 bleef Minì actief in de FIA Formule 3, maar komt hij uit voor Prema Racing. Hij won een race in Monaco en stond ook op Albert Park, de Red Bull Ring, Silverstone en het Circuit de Spa-Francorchamps op het podium. In de laatste race op het Autodromo Nazionale Monza lag hij op koers om kampioen te worden, totdat zijn concurrent Leonardo Fornaroli in de laatste bocht een inhaalactie op Christian Mansell plaatste, waardoor hij genoeg punten scoorde om de titel te winnen. Minì werd in deze race uiteindelijk gediskwalificeerd vanwege een overtreding van het technisch reglement. Met 130 punten werd hij achter Fornaroli tweede in de eindstand.

### Formule 2
In 2024 maakte Minì zijn Formule 2-debuut voor Prema tijdens het raceweekend op het Baku City Circuit als eenmalige vervanger van Oliver Bearman, die op zijn beurt in de Formule 1 bij het Haas F1 Team de geschorste Kevin Magnussen verving tijdens de Grand Prix van Azerbeidzjan. In de sprintrace stond hij direct op het podium met een derde plaats, maar in de hoofdrace moest hij vanwege een ongeluk kort voor het eind uitvallen.
In 2025 rijdt Minì zijn eerste volledige seizoen in de Formule 2 bij Prema.